# Manuel Alberto Díaz
Manuel Alberto Díaz también conocido como Manny Díaz, nació el 5 de noviembre de 1954 es un político cubano americano. Ha sido alcalde de Miami, Estados Unidos entre 2001 y 2009.
El Alcalde Díaz y su madre Elisa salieron de Cuba en 1961.
En 1977 Díaz se graduó en Ciencias Políticas en la Universidad Internacional de Florida, y en 1980 obtuvo el Juris doctor por la Escuela de Derecho de la Universidad de Miami.
Fue elegido Alcalde de Miami en noviembre de 2001 en sustitución del alcalde Joe Carollo también de origen cubano. Logró la releeción en 2005.